# Vuelta a Asturias 2016
La 59ª edición de la Vuelta a Asturias (oficialmente: Vuelta Asturias Julio Álvarez Mendo) se celebró en España entre el 30 de abril y el 2 de mayo de 2016, con un recorrido de 462 kilómetros.divididos en 3 etapas, con inicio en Oviedo y final en la calle de Uría (Oviedo). 
La prueba hizo parte del UCI Europe Tour 2016 dentro de la categoría 2.1
El ganador final fue Hugh Carthy del equipo Caja Rural-Seguros RGA tras hacerse con la primera etapa consiguiendo una ventaja suficiente como para alzarse con la victoria. Le acompañaron en el podio Sergio Pardilla (Caja Rural-Seguros RGA) y Dani Moreno (Movistar Team).

## Equipos participantes
Participaron 15 equipos. El único equipo español de categoría UCI ProTeam (Movistar Team); el único de categoría Profesional Continental (Caja Rural-Seguros RGA); y los 2 de categoría Continental (Burgos-BH y Euskadi Basque Country-Murias), además de un combinado español. En cuanto a representación extranjera, estuvieron 10 equipos: los Continentales del Radio Popular-Boavista, Louletano-Hospital Loulé-Jorbi, W52-FC Porto-Porto Canal, Inteja-MMR Dominican Cycling Team, Manzana Postobón Team, Boyacá Raza De Campeones, D'Amico-Bottecchia, Massi-Kuwait Cycling Project, Dare Gobik Partizan y Lokosphinx, más la selección nacional española. Formando así un pelotón de 112 ciclistas de los que acabaron 93.

## Etapas
La Vuelta a Asturias dispuso de tres etapas para un recorrido total de 462 kilómetros.
| Etapa     | Fecha     | Recorrido                        | type             | Distancia (km) | Ganador         | Líder       |
| --------- | --------- | -------------------------------- | ---------------- | -------------- | --------------- | ----------- |
| 1.ª etapa | 30 de abr | Oviedo – Alto del Acebo          | etapa de montaña | 152,5          | Hugh Carthy     | Hugh Carthy |
| 2.ª etapa | 1 de may  | Cangas del Narcea – Pola de Lena | etapa escarpada  | 186,7          | Carlos Betancur | Hugh Carthy |
| 3.ª etapa | 2 de may  | Bueño – Oviedo                   | etapa escarpada  | 121,5          | Dani Moreno     | Hugh Carthy |

## Clasificaciones finales
- Las clasificaciones finalizaron de la siguiente forma:[5]

### Clasificación general
| Posición | Ciclista         | Equipo                        | Tiempo       |
| -------- | ---------------- | ----------------------------- | ------------ |
|          | Hugh Carthy      | Caja Rural-Seguros RGA        | 11h 50' 53"  |
| 2        | Sergio Pardilla  | Caja Rural-Seguros RGA        | a 22 s       |
| 3        | Dani Moreno      | Movistar                      | a 53 s       |
| 4        | Garikoitz Bravo  | Euskadi Basque Country-Murias | a 55 s       |
| 5        | Mikel Bizkarra   | Euskadi Basque Country-Murias | a 1 min 09 s |
| 6        | Heiner Parra     | Boyacá Raza De Campeones      | a 1 min 42 s |
| 7        | Ángel Madrazo    | Caja Rural-Seguros RGA        | a 2 min 04 s |
| 8        | Antonio Carvalho | W52-FC Porto-Porto Canal      | a 2 min 16 s |
| 9        | David Rodrigues  | Radio Popular-Boavista        | m.t.         |
| 10       | Fabricio Ferrari | Caja Rural-Seguros RGA        | a 2 min 17 s |

### Clasificación de la montaña
| Posición | Ciclista              | Equipo                   | Puntos |
| -------- | --------------------- | ------------------------ | ------ |
|          | Raúl Alarcón          | W52-FC Porto-Porto Canal | 25     |
| 2        | Hugh Carthy           | Caja Rural-Seguros RGA   | 17     |
| 3        | Sergio Andrés Higuita | Manzana Postobón         | 15     |
| 4        | Sergio Pardilla       | Caja Rural-Seguros RGA   | 12     |
| 5        | Dani Moreno           | Movistar                 | 7      |

### Clasificación de los puntos
| Posición | Ciclista         | Equipo                   | Puntos |
| -------- | ---------------- | ------------------------ | ------ |
|          | Dani Moreno      | Movistar                 | 64     |
| 2        | Sergio Pardilla  | Caja Rural-Seguros RGA   | 48     |
| 3        | Antonio Carvalho | W52-FC Porto-Porto Canal | 34     |
| 4        | Hugh Carthy      | Caja Rural-Seguros RGA   | 32     |
| 5        | David Rodrigues  | Radio Popular-Boavista   | 31     |

### Clasificación de las metas volantes
| Posición | Ciclista       | Equipo                         | Puntos |
| -------- | -------------- | ------------------------------ | ------ |
|          | Diego Milán    | Inteja-MMR Dominican           | 7      |
| 2        | Arnau Solé     | Burgos-BH                      | 6      |
| 3        | Marc Soler     | Movistar                       | 3      |
| 4        | Micael Isidoro | Louletano-Hospital Loulé-Jorbi | 3      |
| 5        | Aitor González | Euskadi Basque Country-Murias  | 2      |

### Clasificación por equipos
| Posición | Equipo                        | Tiempo           |
| -------- | ----------------------------- | ---------------- |
|          | Caja Rural                    | 35 h 35 min 15 s |
| 2        | Euskadi Basque Country-Murias | a 3 min 25 s     |
| 3        | Movistar                      | a 4 min 42 s     |
| 4        | Radio Popular-Boavista        | a 7 min 57 s     |
| 5        | Burgos-BH                     | a 9 min 42 s     |